# نعناع آسيوي
النعناع الآسيوي (باللاتينية: Mentha asiatica) نوع نباتي يتبع جنس النعناع من الفصيلة الشفوية.